# Geschichte von St. Kitts und Nevis

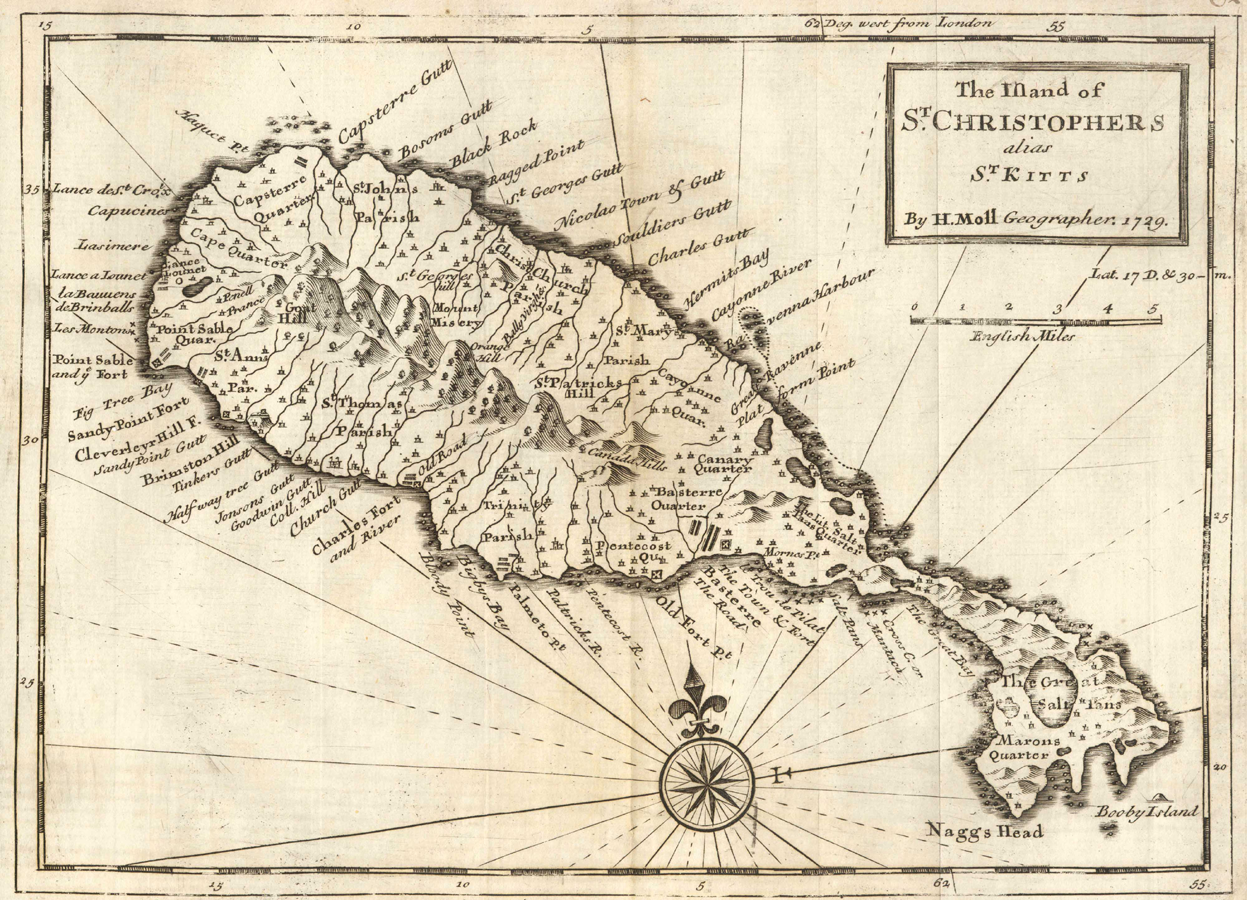

Die Geschichte von St. Kitts und Nevis behandelt die Geschichte des Karibikstaats St. Kitts und Nevis, der seit 1983 unabhängig von Großbritannien ist.

## Geschichte vor Kolumbus
Erste Gruppen siedelten bereits etwa 3000 Jahre vor Christus auf St. Kitts und Nevis. In den folgenden Jahrtausenden ließen sich viele Stämme wie zum Beispiel die Arawak nieder und verließen die Inseln jeweils nach einiger Zeit wieder. Um 1300 nach Christus besiedelten die Kariben St. Kitts und Nevis. Sie waren der letzte Volksstamm, der vor der Kolonialisierung hier lebte.

## Kolonialisierung durch die Europäer (1493–1783)
Bei seiner zweiten Karibikreise entdeckte Christoph Kolumbus die Inseln für Europa. Er nannte St. Kitts zuerst Sant Jago. Der Name Nevis lässt sich vom spanischen nieves (deutsch „Schnee“) ableiten, da der Gipfel, der Nevis Peak, bei der Ankunft wolkenverhangen war. Sesshaft wurde zuerst eine französische Gruppe von Hugenotten aus Dieppe im Jahr 1538. Diese wurden jedoch schnell wieder vertrieben. 1624 gründete der englische Kapitän Thomas Warner auf St. Kitts die erste britische Kolonie in der Karibik. Mit den Einwohnern gab es zunächst keine Konflikte.
Ein Jahr später kamen unter der Führung von Pierre Belain d’Esnambuc die Franzosen auf die Insel, nachdem sie gehört hatten, wie erfolgreich die Engländer mit ihrer Kolonie waren. Thomas Warner erlaubte den Franzosen, die Insel mitzubewohnen, und wendete sich gleichzeitig immer weiter von den karibischen Einwohnern ab.
1626 planten diese einen Überfall auf die Europäer, um sie wieder zu vertreiben. Die Europäer bekamen das jedoch vor der Umsetzung der Tat mit und brachten die Kariben entweder um oder versklavten sie. St. Kitts war nun ganz in französischer und britischer Hand, wobei Letzteren das Zentrum der Insel und den Franzosen der Süden und der Norden gehörte.
In den Folgejahren wurden für die erfolgreiche Produktion von Tabak und Zuckerrohr viele Afrikaner importiert und als Sklaven missbraucht. Eine Kolonialisierung begann auf Nevis 1628 durch den Briten Anthony Hilton, der von St. Kitts wegen eines Mordkomplotts gegen ihn floh. Schnell entwickelte sich hier der Tabak- und Zuckerproduktion, die auch eine Quelle für den Wohlstand Großbritanniens war. Im Jahr 1674 bildete Nevis zusammen mit Montserrat, St. Kitts und Antigua eine Föderation britischer Inselkolonien. Nach einigen Besitzwechseln zwischen Frankreich und England wurde St. Kitts und Nevis 1783 endgültig britisch und ins Empire eingegliedert.

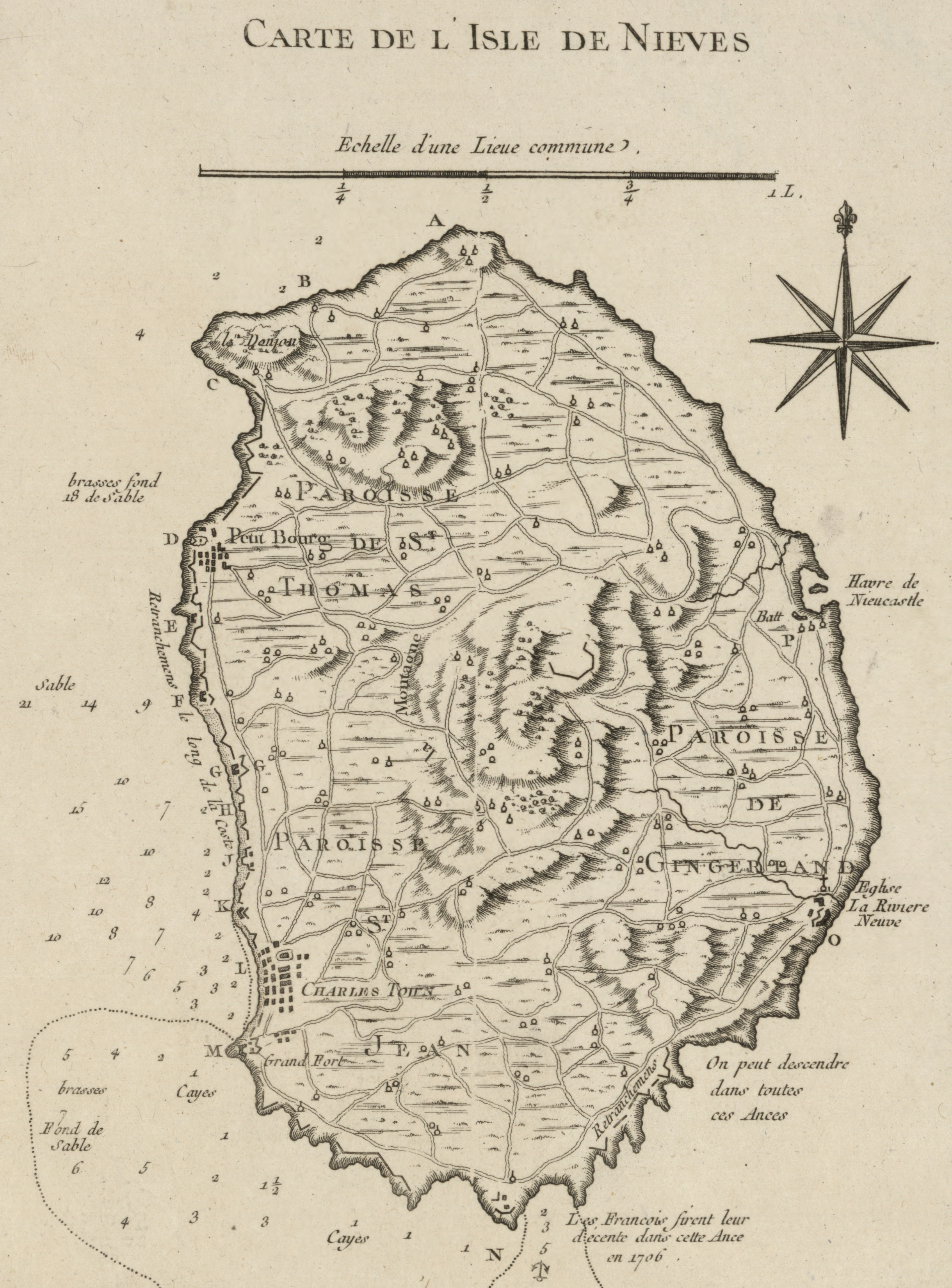

1882 wurde Anguilla an die beiden Länder angeschlossen.

## 1883 bis heute
War St. Kitts durch die Zuckerindustrie zeitweise die reichste britische Kolonie, stürzte die Weltwirtschaftskrise 1929/1930 beide Inseln in eine große wirtschaftliche Krise. 1930 wurden Parteien wie die Saint Kitts and Nevis Labour Party gegründet und 1952 das allgemeine Wahlrecht eingeführt. 1967 wurden die Inseln ein autonomes Gebiet des Vereinigten Königreichs. Anguilla wollte daraufhin aus der Konföderation austreten und tat dies 1971 auch, mit Unterstützung der Oppositionspartei von St. Kitts und Nevis, der People’s Action Movement. St. Kitts und Nevis wurde am 19. September 1983 endgültig unabhängig von Großbritannien und somit ein eigenständiger Staat. Nevis wollte sich 1998 abspalten, scheiterte bei einer Abstimmung jedoch an der Zwei-Drittel-Mehrheit.